# Estudios de ciencia, tecnología y género

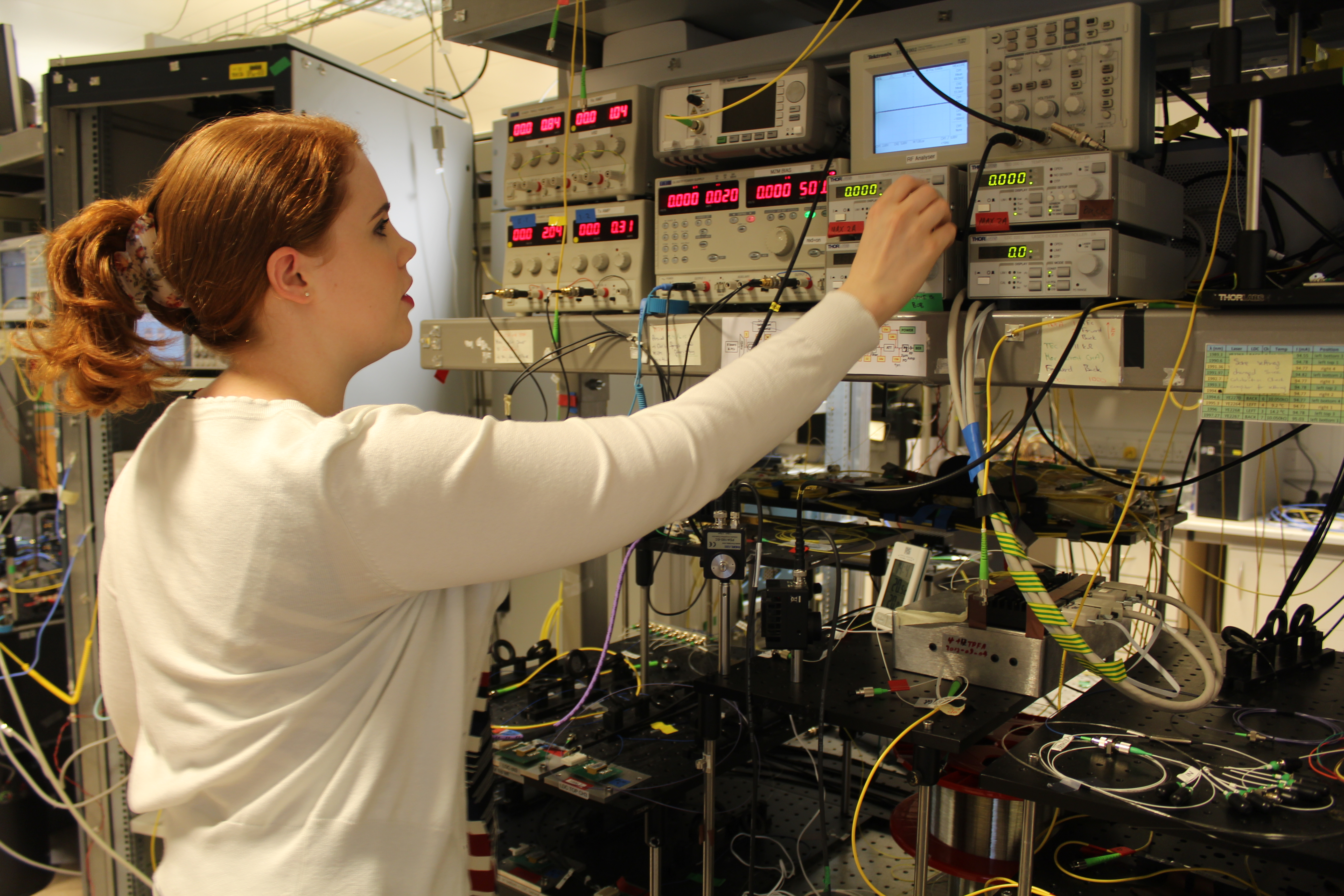
Ajuste de un medidor de potencia en un banco de pruebas de un sistema de comunicaciones ópticas.

Los Estudios de Ciencia, Tecnología y Género abordan de forma interdisciplinar el desarrollo histórico y los efectos sociales de la ciencia y la tecnología desde una perspectiva de género. Se integran en los estudios de Ciencia, Tecnología y Sociedad.

## Historia
La tradición en España de los estudios de ciencia, tecnología y sociedad data de la década de los 80 a partir de la necesidad del estudio de la ciencia y la tecnología desde una perspectiva integradora e interdisciplinar desde disciplinas como la Filosofía de la ciencia, la Historia o la Sociología de la ciencia para cuestionar el pretendido carácter imparcial, autónomo y valorativamente neutro de la ciencia y la tecnología.
Los Estudios de ciencia, tecnología y género, en el contexto sociopolítico de la llamada "segunda ola" del feminismo, surgen de la necesidad de estudiar el papel de las mujeres en la ciencia y reescribir así la Historia de la ciencia. Desde entonces, Mujeres en ciencia ha sido una de las áreas de estudio más importantes y fructíferas en ciencia, tecnología y género, que continúa hoy día, realizando la labor de recuperar una genealogía de mujeres en ciencia a través de la recuperación de biografías y aportaciones concretas de mujeres científicas.
Al mismo tiempo que se trabajaba en la recuperación histórica de la aportación de las mujeres a la ciencia, se dedicaban esfuerzos pedagógicos por motivar a niñas y mujeres en el aprendizaje de la ciencia y la tecnología. Y, por otro lado, desde la militancia en diversos movimientos políticos y sociales (lucha de clases, ecología o antimilitarismo), se llegaba a la conclusión de que no era suficiente yuxtaponer el compromiso feminista a los demás compromisos sociopolíticos, sino que era necesario incorporar el género como variable relevante en los análisis críticos de la cultura científico-tecnológica.
Gracias a estos esfuerzos, y siguiendo a Sandra Harding, se pasa de la cuestión de la mujer en la ciencia a la cuestión de la ciencia en el feminismo, iniciando una tradición analítica multidisciplinar de las barreras sexistas y androcéntricas que han mantenido alejada a la mujer en la ciencia; de las consecuencias sociales y políticas que dicho alejamiento ha supuesto; y de los sesgos sexistas y androcéntricos de que se encuentran impregnados tanto el lenguaje como la práctica científica.
De la necesidad de analizar y explicar todas estas cuestiones surgen diversos enfoques teóricos que van configurando el campo de la epistemología feminista.

## Áreas de estudio
- Mujeres en ciencia se refiere a la participación y contribución de la mujer en todas las áreas de la ciencia desde las antiguas civilizaciones.

- Biomedicina en general y en particular del cuerpo de las mujeres.

La biomedicina, como organismo biopolítico de control, producción y regulación del cuerpo institucionalizado a partir de la Medicina moderna desde del siglo XIX y a lo largo de todo el siglo XX, representa un espacio de análisis ineludible de la formulación y práctica científico-tecnológica sobre el cuerpo, en general, y sobre el cuerpo de la mujer en particular.
El desarrollo de la biomedicina y las biotecnologías ha tenido desigual repercusión en la salud y calidad de vida de hombres y mujeres. Las mujeres, además de no participar -o haber sido invisibilizada su participación- en el desarrollo científico-tecnológico, han sido históricamente consideradas por la sociedad y la medicina seres inferiores y subordinados al hombre. Antes del siglo XVIII no eran siquiera objeto de estudio de la medicina, y cuando en el siglo XIX y XX empezaron a serlo, fue para el estudio y realce de las diferencias entre hombres y mujeres en cuerpos, cerebros, mentes y conductas, siempre considerando a las mujeres inferiores a los hombres. Como ejemplo, podemos destacar los numerosos estudios en psicología para establecer las diferencias sexuales en habilidades cognitivas y justificar así la menor inteligencia de las mujeres.[cita requerida]
Existen multitud de campos de aplicación para el análisis del discurso y la práctica biomédica, así como de las tecnologías desarrolladas por la biomedicina para el tratamiento del cuerpo, desde el punto de vista de género y feminista. Algunos son: la sexología, las tecnologías y políticas reproductivas o derechos reproductivos, las tecnologías de asistencia al parto o medicalización del parto, las tecnologías de reproducción asistida o las tecnologías de asignación/reasignación de sexo.
- Tecnologías de la información y la comunicación

## Situación actual
- Desde el año 1996 se celebra de manera bianual el Congreso Iberoamericano de Ciencia, Tecnología y Género[8]